# Kaquiabamba (distrito)
O Distrito peruano de Kaquiabamba é um dos dezenove distritos que formam a Província de Andahuaylas, situada no Apurímac, pertencente a Região Apurímac, Peru.

## Transporte
O distrito de Kaquiabamba não é servido pelo sistema de estradas terrestres do Peru.